# Christoph Schmölzer
Christoph Schmölzer (* 30. November 1962 in Wien) ist ein österreichischer Ruderer und Zahnarzt. Der vierfache Weltmeister gehört zu den erfolgreichsten Ruderern seines Landes und sein Stammverein ist der Wiener Ruderclub Pirat. Er errang seine Erfolge hauptsächlich in der Bootsklasse Leichtgewichts-Doppelzweier und Leichtgewichts-Doppelvierer. Er ruderte gemeinsam mit Walter Rantasa.
Bei den Olympischen Spielen erreichte er nur den 12. Rang.
Christoph Schmölzer ist 23-facher Österreichischer Meister. Heute (2025) ordiniert er in seiner Zahnarztpraxis in Wien-Ottakring.